# مارک ونوس
مارک ونوس (انگلیسی: Mark Venus؛ زادهٔ ۶ آوریل ۱۹۶۷) بازیکن فوتبال اهل بریتانیا است.
از باشگاه‌هایی که در آن بازی کرده‌است می‌توان به باشگاه فوتبال ولورهمپتون واندررز، باشگاه فوتبال ایپسویچ تاون، باشگاه فوتبال داگنم و ردبریج، باشگاه فوتبال لستر سیتی، باشگاه فوتبال هیبرنین، باشگاه فوتبال کمبریج یونایتد، و باشگاه فوتبال هارتل پول یونایتد اشاره کرد.